# Trionfo della Fama
Il Trionfo della Fama è un desco da parto dipinto a tempera su tavola (diametro 62,5 cm) dallo Scheggia, databile al 1448 e conservato nel Metropolitan Museum of Art di New York.

## Storia e descrizione
Si tratta del desco da parto dipinto in occasione della nascita di Lorenzo il Magnifico (1º gennaio 1449). Il suo uso, in auge nelle più ricche famiglie fiorentine, era quello di fare da vassoio con cui si portava un brodino rigenerante alla puerpera, spesso accompagnato da pitture allegoriche di buon auspicio per il nascituro.
In questo caso venne scelto un tema letterario altamente evocativo, consistente nel Trionfo della Fama tratto da i Trionfi del Petrarca (arricchito anche di citazioni da L'Amorosa di Boccaccio), rivolgendosi a una delle botteghe fiorentine meglio specializzate in questo genere di produzioni decorative, quella dello Scheggia, fratello di Masaccio, autore anche di preziosi cassoni dipinti.
La scena allegorica è svolta secondo uno schema assiale, con la Fama al centro che fa da perno simmetrico all'intera scena. Essa è una personalità angelica con le braccia e le ali spiegate, reggente la spada e un piccolo cupido, simboli della vittoria rispettivamente attraverso le armi e l'amore. Essa sta in piedi su un globo con aperture da cui escono trombette, simbolo di successo nel mondo. A lei un folto gruppo di cavalieri stende le mani nel desiderio di raggiungerla. La visione è magnificata da un paesaggio simmetrico con un lago alimentato da rivoli sinuosi al centro di una vallata montana. In basso tre cani di colori diversi riempiono la composizione e alludono a significati allegorici di buon auspicio, variamente interpretabili.
Nel complesso l'opera risente ancora degli influssi del tardo gotico, nell'attenzione riservata alla linea, ai dettagli decorativi (soprattutto nelle armature e nelle vesti dei cavalieri) e al dato squisitamente naturale, di gusto cortese. Tuttavia sono evidenti elementi rinascimentali quali la complessità spaziale, con i cavalli in scorcio come nelle battaglie di Paolo Uccello, e quali una certa sintesi degli elementi della composizione.
L'opera venne acquistata "in memoria di John Pope-Hennessy" nel 1995.